# Valleuse

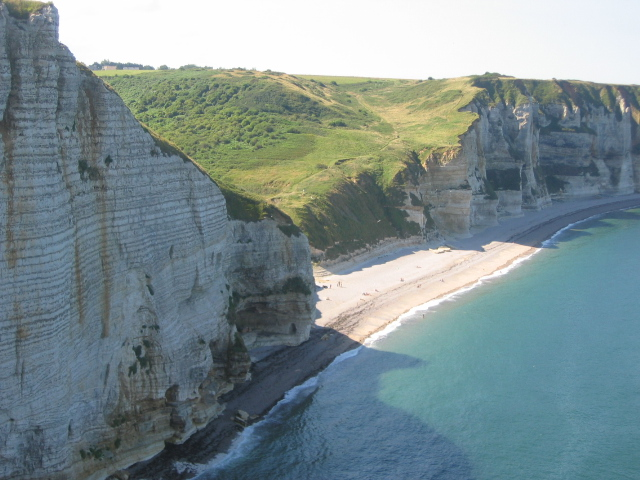
Valleuse de Le Tilleul.

Valleuse es el nombre que reciben en el País de Caux los pequeños valles secos que descienden de la meseta hasta la costa del Canal de la Mancha. Están más o menos aislados y en algunos casos, suspendidos.